# 高井忍
高井 忍（たかい しのぶ、1975年 -）は、日本の小説家、推理作家。本格ミステリ作家クラブ会員。
京都府生まれ。立命館大学産業社会学部卒業。大学在学中は推理小説研究会に所属。2005年、短編「漂流巌流島」で東京創元社主催の第2回ミステリーズ!新人賞を受賞しデビューした。

## 作風
デビュー以来、歴史上の実際の事件を題材にした歴史ミステリーを中心に発表。
これは出版社からの要請に従ったもので、歴史の検証や突飛な珍説自体に興味はないと断っている。作中で展開する解釈は一部を除いて自身でも信用していない。一方で、歴史ミステリーを含む偽史や歴史系トンデモ説に対しては全般に否定の姿勢であり、強い不快感を表明している。『本能寺遊戯』『蜃気楼の王国』以降は偽史批判の傾向が極めて強い。
歴史ミステリーについては、歴史の真実や検証を掲げていてもこれは建前で、正史は間違いだという前提で歴史上の実際の事件に読者の興味を惹くような結論を作ることが当初から目的の企画であり、本質的には偽史であり、歴史のオカルトなのだと説明する。読者に対しては、本当に歴史の真相に関心があるのなら、専門書や入門書を読むように呼びかけている。
『浮世絵師の遊戯』の巻末に「本書はあくまでフィクションであり、歴史上の実際の出来事の検証を目的とはしておらず、初めから珍奇な解釈をかかげることによって読者の興味を惹こうとの意図から創作されたものである。よって、考証の上の信頼性についてはいっさい責任を負わない」と但し書きをつけた。これに対する批判には「いままでの研究は間違いだ、専門家は信用ができないとでも書いておいたら満足するのだろうか？」「こうしたものをまさか彼らは本気にして読んでいるのだろうか？」と反駁している。
浮世絵師東洲斎写楽の正体については斎藤十郎兵衛説を支持する一方、世界三大肖像画家の一人とする通説は提唱者とされるユリウス・クルトの著作にそのような記述が存在せず、日本国内から広がった偽史だと主張している。

## 作品リスト

### 歴史ミステリ（メタフィクションを含む）
- 漂流巌流島 （ミステリ・フロンティア、東京創元社、2008年7月　のち創元推理文庫）ISBN 978-4-488-01732-3
  - 漂流巌流島 - 題材は巌流島の決闘 - ミステリーズ! vol.13掲載
  - 亡霊忠臣蔵 - 題材は赤穂事件
  - 慟哭新選組 - 題材は池田屋事件
  - 彷徨鍵屋ノ辻 - 題材は鍵屋の辻の決闘
- 本能寺遊戯 （東京創元社、2013年2月　のち創元推理文庫）ISBN 978-4-488-02712-4
- 浮世絵師の遊戯　新説　東洲斎写楽（文芸社、2016年11月　のち文芸社文庫）ISBN 978-4-286-17754-0
- 近江屋 一八六七年 百五十年の真相（文芸社、2017年11月）ISBN 978-4-286-18756-3
- 京都東山　美術館と夜のアート（創元推理文庫、2019年1月）ISBN 978-4-488-41215-9

### 歴史・時代小説
- 柳生十兵衛秘剣考 （創元推理文庫、2011年2月）ISBN 978-4-488-41212-8
- 蜃気楼の王国（光文社、2014年2月　のち光文社文庫）ISBN 978-4-334-92929-9
- 柳生十兵衛秘剣考 水月之抄（創元推理文庫、2015年6月）ISBN 978-4-488-41213-5
- 名刀月影伝（角川文庫、2016年11月）ISBN 978-4-041-04120-8
- 妖曲羅生門　御堂関白陰陽記（光文社、2017年9月）ISBN 978-4-334-91186-7

### 単行本未収録
- 鹿島神道流〝一ノ太刀〟[5]（ミステリーズ! vol.62　DECEMBER 2013、2013年12月）ISBN 978-4-488-03062-9
- 東洲斎写楽「伝説」考[6]（歴史研究　第675号、2019年10月）ISBN 978-4-865-48088-7
- 円明流宮本武蔵（妖ファンタスティカ2、2019年11月）ISBN 978-4-883-75380-2
- 東洲斎写楽歿後二百年（歴史研究　第679号、2020年3月）ISBN 978-4-865-48094-8
- 仲田勝之助と「寫樂」（歴史研究　第691号、2021年5･6月）ISBN 978-4-865-48109-9

### アンソロジー
- ベスト本格ミステリ2011（講談社ノベルス、2011年6月） - 「聖剣パズル」 ISBN 978-4-061-82782-0
  - 【改題】からくり伝言少女（講談社文庫、2015年1月）ISBN 978-4-062-93019-2
- ザ・ベスト・ミステリーズ 2012 推理小説年鑑（2012年7月 講談社） - 「新陰流“月影”」 ISBN 978-4-06-114913-7
  - 【分冊・改題】Question 謎解きの最高峰 ミステリー傑作選（2015年11月 講談社文庫） ISBN 978-4-06-293092-5
- ベスト本格ミステリ2016（講談社ノベルス、2016年6月） - 「新陰流“水月”」 ISBN 978-4062990769
  - 【分冊・改題】ベスト本格ミステリ TOP5 短編傑作選002 (2019年2月、講談社文庫) ISBN 978-4065147627
- ヤオと七つの時空の謎（2019年10月 南雲堂） - 「天狗火起請」 ISBN 978-4523265894